# 天公炉

彰化南揺宮の天公炉

天公炉（てんこうろ）は、台湾などで見られる線香を立てるための香炉で、玉皇大帝への崇拝を象徴する特別な香炉を指す。「天公」とは民間における玉皇大帝の呼び名であり、玉皇大帝は道教における天界の最高位の地位にあるため、台湾の民間天公信仰では多くの場合は玉皇大帝の神像を作らず、天公炉をもって代わりとしている。

## 造型と材質
台湾の天公炉は形状的には三本足の丸い三脚が多いが、四角いものもある。胴体には宝珠を掴む2頭の龍が大きく描かれ、左右側面にはそれに対応する昇り龍、または降り龍の飾りが付いている。材料的には初期の天公炉は石製や鉄製が多かった。現在、日本統治時代以前の大型の金属炉は希少であり、その多くは鋳潰して再利用された。1970年以降、銅製の天公炉が最も一般的になった。彰化市の南揺宮や鹿港龍山寺の銅製の天公炉がその例である。

## 種類

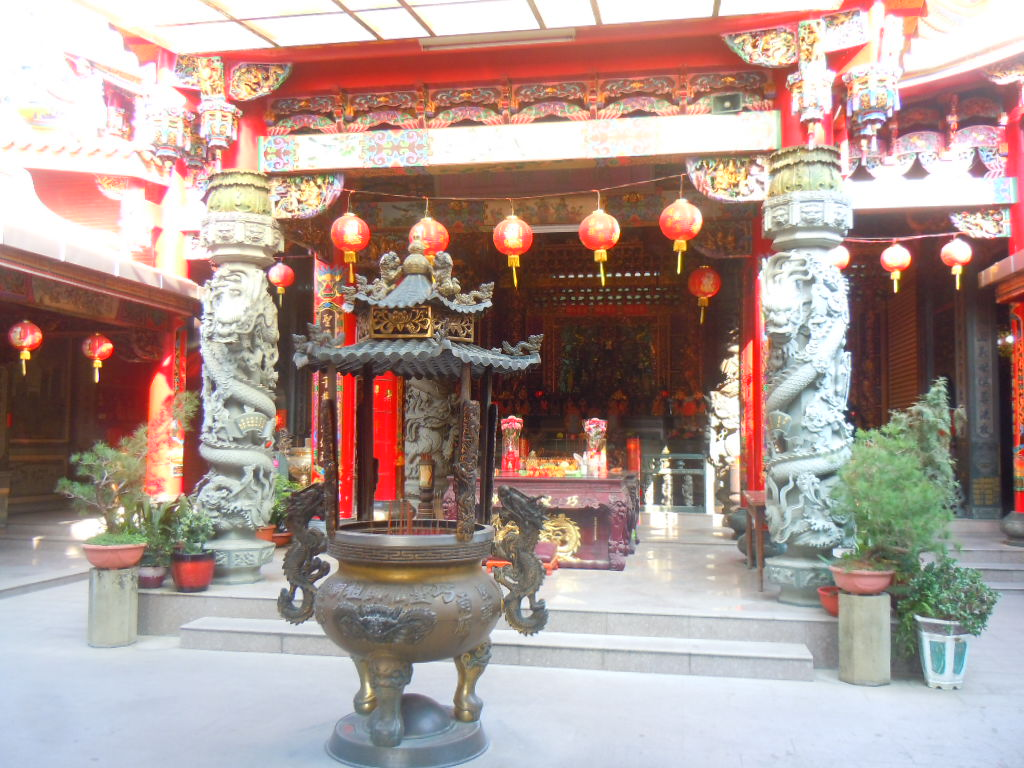
東勢巧聖仙師祖廟の天公炉。

天公炉の形状は地方や場所によって異なり、通常は地方の風俗に従って調整される。

### 家庭
閩南系の台湾人は、天公炉を祖廟の梁の中央に4本の鎖で吊り下げる。これは玉皇大帝が天地四方、四御、四季を司ることの比喩とされる。さらに、漳州からの移民は、古代には王によって認可された寺院または勅令のある寺院のみが天を祀ることが許されていたと考えていたため、閩南系の台湾人の一部は、3本の鎖を使って天公炉を吊り下げ、これは天・地・水の三界を司る三柱の神(三官大帝)のうち、代表として玉皇大帝を遥拝するもので、「三界炉」「三界公炉」とも呼ばれる。
学者らは、伝統的なコの字型の邸宅(三合院)の正殿に吊るされた天公炉には通常、祖先が漳州にある家庭には3つの輪耳があり、祖先が泉州にある家庭には4つの輪耳があると指摘している。
客家系台湾人は天公炉を「牆面佛」、「拜天空」、「天公塔」などとも呼ぶ。屋外に飾られ、通常、香炉は扉の左内側や壁柱の溝などに置かれ、「玉皇大帝神位」や「天官賜福香位」などの文字が赤い紙に書かれている。客家の人々も天公炉を「太陽公」または「太陽神」と呼び、「反清復明（清朝に反逆し、明朝を再興する）」ことの比喩として使用しているとも言われている。「太陽公」とは崇禎帝を指す民間俗語で、客家の先祖は自分たちを中原の貴族とみなし、清朝の満州族を異邦人だと信じていたため、太陽崇拝の名目で屋外に天公炉を設置し、明王朝が漢民族の正統であるという立場を表明した。
馬祖人が家で神や祖先を崇拝する場合、門の前に天公炉を置いて神を祭祀する。場所は門の左側、つまり家の門の龍の端である。 伝統的な家屋の天公炉は石やセメントで作られており、吉祥文様が描かれている。形状によっては所有者の職業を反映することもある。たとえば、魚の形をした香炉は漁師を表し、巻物の形をした香炉は公立学校職員を表す。一般的には清潔な鉄製の香炉が使用され、缶を赤い紙で包み、扉の龍の縁に釘で打ち付けたり、紙で切った花を飾ったりする。神（または先祖）を拝む前に、まず玉皇大帝を拝んでから線香を焚き、その後、神（または先祖）に順番に線香を捧げる。
また、多くの家庭は主に家の神を祀るため、「四本足の床置き天公炉」を自宅に設置しない。民間伝承によれば、この天公炉を自宅に設置すると、宮殿の祭壇を設置することになり、孤独な魂や野生の幽霊が復讐のために引き寄せられるという。

### 寺廟
寺廟内に設置される天公炉の位置や大きさは、中庭に設置されたり、寺廟の外の拝殿の前に設置されたりするなど、建物によって違いが見られる。しかし、それらの配置には依然としていくつかの共通点がある。
- 設置された天公炉は開かれた空に面していなければならない。

- 炉には3本の脚があり、これは寅、午、戌の 3つの組み合わせ、つまり天地人の3つの組み合わせを象徴している。

- 3本脚の配置の多くは、２本の脚が寺院の内側に向けられ、残りの１本の脚が外側に向けられる[1]。

## 日本国内の天公炉

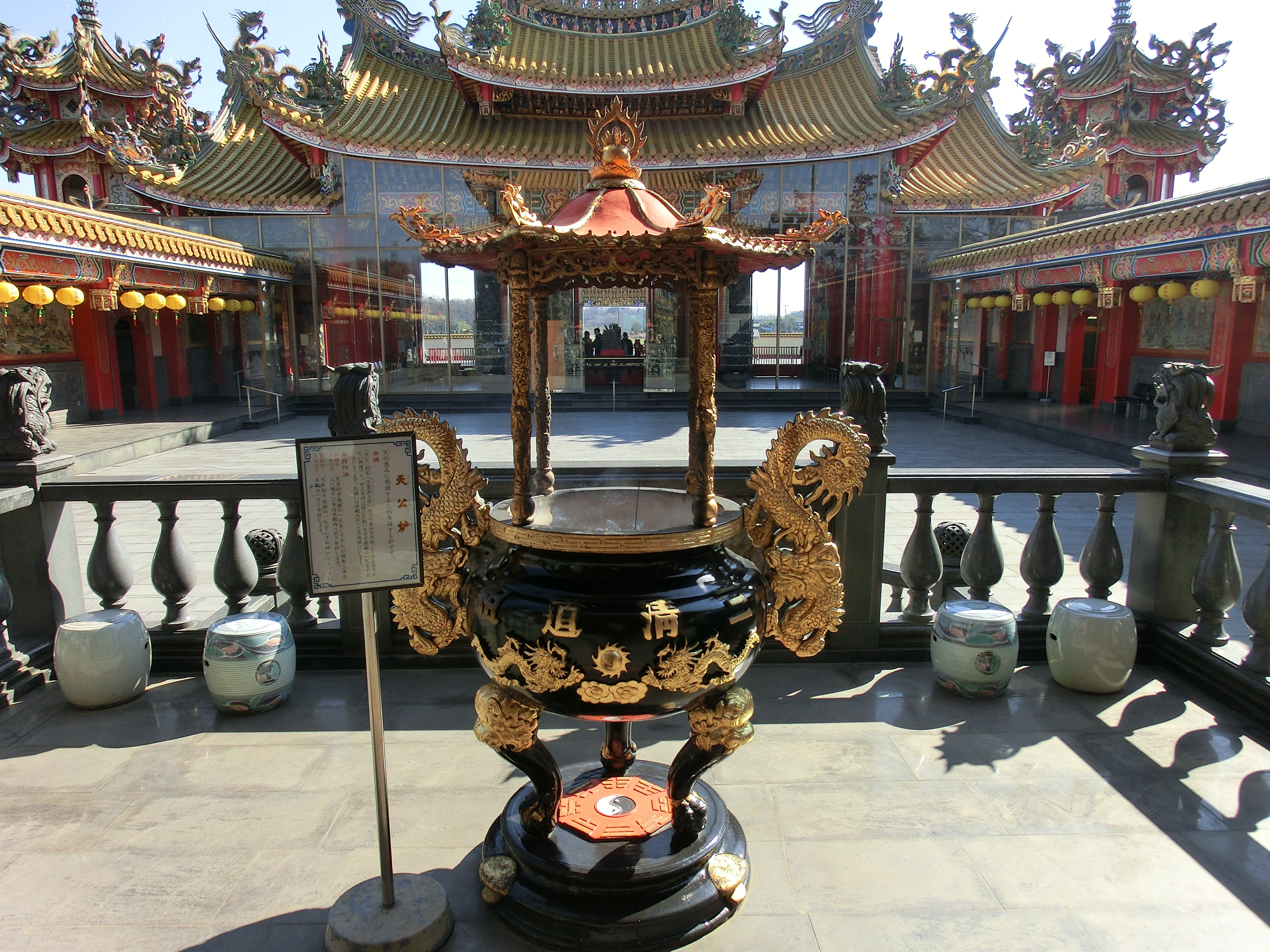
埼玉県、五千頭の龍が昇る聖天宮の天公炉

日本国内においては、東京都新宿区の東京媽祖廟、神奈川県横浜市の横浜媽祖廟、埼玉県坂戸市の五千頭の龍が昇る聖天宮など、中華圏と関連のある施設に天公炉が設置されていることがある。